# Alicia en el país de las maravillas (franquicia)
Alicia en el país de las maravillas (Alice in Wonderland en su versión original en inglés) es una franquicia de medios de The Walt Disney Company, la cual comenzó con la película de animación de 1951 Alicia en el país de las maravillas, basada en la novela de Lewis Caroll Las aventuras de Alicia en el país de las maravillas, y su secuela A través del espejo y lo que Alicia encontró allí. Una franquicia derivada comenzó en 2010 con la película de acción real Alicia en el país de las maravillas.

## Películas

### Animación

#### Alicia en el país de las maravillas(1951)
La 13.ª película animada de Disney. Alicia es una niña que siguiendo a un Conejo Blanco termina en un mundo lleno de personajes disparatados. Fue estrenada el 28 de julio de 1951.

### Acción real

#### Alicia en el país de las maravillas(2010)
La historia relata como una Alicia adulta termina de nuevo en el País de las Marvillas que visitó en su niñez, donde los habitantes esperan que ella cumpla la profecía de acabar con el Galimatazo, controlado por la Raina Roja, y acabar con la tiranía de esta. Fue estrenada el 5 de marzo de 2010.

#### Alicia a través del espejo(2016)
Secuela de la película de 2010, donde Alicia regresa de nuevo al Submundo a través de un espejo, y tras descubrir que el Sombrerero se encuentra mal porque quiere saber qué ocurrió con su familia, Alicia viaja atrás en el tiempo para obtener respuestas y poder ayudarle. Fue estrenada el 27 de mayo de 2016.

## Series de televisión

### Alicia en el País de las Maravillas(1992–1995)
Serie de televisión musical de acción real basada en la película animada de 1951. En la serie, Alicia fue retratada como una niña que puede ir y venir del País de las Maravillas simplemente caminando a través de su espejo. Fue estrenada el 23 de marzo de 1992 en The Disney Channel, y finalizó en 1995.

### Alice's Wonderland Bakery(2022–2024)
Conocida como Alicia en su Maravillosa Pastelería en España y La maravillosa pastelería de Alicia en Hispanoamérica, es una serie de televisión de animación por computadora producida por Disney Television Animation. La serie se enfoca en Alicia, tataranieta de la Alicia de la película de 1951, y sus aventuras junto a otros descendientes de los habitantes del País de las Maravillas. Fue estrenada en Disney Junior el 9 de febrero de 2022, y finalizó el 15 de abril de 2024.

## Videojuegos

### Alice no Paint Adventure(1995)
Alice no Paint Adventure (アリスのペイントアドベンチャー La aventura de pintar de Alicia?) es un videojuego para Super Famicon basado en la película de 1951. El juego cuenta con un modo de historia, un modo de pintar, y minijuegos. Fue lanzado solamente en Japón el 15 de septiembre de 1995.

### Alicia en el país de las maravillas(2000)
Videojuego de plataformas desarrollado por Digital Eclipse Software y publicado por Nintendo para Game Boy Color. El juego sigue la trama de la película animada de 1951. Fue lanzado el 4 de octubre de 2000.

### Alicia en el país de las maravillas(2010)
Videojuego de acción y aventuras basado en la película de 2010, publicado por Disney Interactive Studios para Wii, Nintendo DS, Windows y Zeebo el 2 de marzo de 2010.

## Atracciones

### Mad Tea Party
Un paseo en taza de té giratoria en los cinco parques temáticos al estilo de Disneyland. El tema de la atracción está inspirado en la escena de la fiesta de no cumpleaños de la película de 1951.

### Alice in Wonderland
Una atracción oscura basada en la película de 1951, inaugurada en Disneyland 14 de junio de 1958.

### Alice's Curious Labyrinth
Una atracción de laberinto de setos en Disneyland Park dentro de Disneyland París, basado en el laberinto donde reside la Reina de Corazones en la película de 1951. Se inauguró en 1992 en el área de Fantasyland. Una versión conocida como Alice in Wonderland Maze fue inaugurada en Shangai Disneyland Park en 2016, con temática de la película de 2010.